# سيرج لوجران
سيرج لوجران (بالفرنسية: Serge Legrand)‏ هو متسابق بياثل فرنسي، ولد في 16 يوليو 1937.

## وصلات خارجية
- سيرج لوجران على موقع أوليمبيديا (الإنجليزية)